# Shevchenkove (Kúpiansk)
Shevchenkove (en ucraniano: Шевченкове, en ruso: Шевченково, romanizado: Shevchenkovo) es un pueblo ucraniano perteneciente al óblast de Járkov. Situado en el noreste del país, forma parte del raión de Kúpiansk y centro del municipio (hromada) homónimo.  

## Geografía
Shevchenkove está ubicado entre los ríos Veliki Burluk y Serednia Balaklika (4-5 km), a 75 kilómetros al sureste de Járkov. 

### Clima
El clima es moderadamente continental. La temperaturas media en verano es 23,9 °C y en invierno, 5,5 °C. La precipitación media anual es de 468 mm.

## Historia
Shevchenkove comenzó en 1896 como un pueblo llamado Bulacelovka (en honor al dueño de esa tierra, Bulacel, perteneciente a una familia de boyardos rumanos), y por entonces estaba ubicado en la gobernación de Járkov del Imperio ruso. El surgimiento de la granja Bulacelovka está asociado con la construcción del ferrocarril Járkov-Bélgorod, que finalizó en 1899. Como resultado de la reforma de Stolypin, se intensificó la estratificación entre los campesinos de Bulacelovka. Los pobres se arruinaron cada vez más y sus tierras pasaron a manos de ricos terratenientes. En el año 1922, por decisión de los trabajadores, Bulacelovka pasó a llamarse Shevchenkove en honor al poeta ucraniano Tarás Shevchenko. Aquí se publica un periódico local desde febrero de 1935.
Durante la Segunda Guerra Mundial la ciudad estuvo bajo ocupación alemana desde febrero de 1942 hasta febrero de 1943. En el momento de la liberación, la población era de solo 250 personas.
Shevchenkove es un asentamiento de tipo urbano desde 1957, aunque entre 1962 y 1965 perdió ese estatus por la disolución del raión. En 1978, la empresa más grande del pueblo era una planta de panadería.
Hasta el 18 de julio de 2020, Shevchenkove fue el centro administrativo del raión de Shevchenkove. El raión se abolió en julio de 2020 como parte de la reforma administrativa de Ucrania, que redujo el número de rayones del óblast de Járkov a siete. El área del raión de Shevchenkove se fusionó con raión de Kupiansk.En 2023, Shevchenkove perdió el estatus de asentamiento de tipo urbano debido a la eliminación de este estatus administrativo.
En el transcurso de la invasión rusa de Ucrania que comenzó en febrero de 2022, el ejército ruso se hizo con el control de Shevchenkove. Sin embargo, durante la contraofensiva en Járkov, Ucrania retomó el control de la población el 9 de septiembre de ese mismo año.

## Demografía
La evolución de la población de Shevchenkove entre 1959 y 2022 fue la siguiente:
| 5932                                                          | 4158 | 6623 | 7856 | 7364 | 7100 | 6875 | 6627 |
| (Fuente: Cities & Towns of Ukraine y UKRAINE: Größere Städte) |      |      |      |      |      |      |      |

Según el censo de 2001, la lengua materna de la mayoría de los habitantes, el 91,6%, es el ucraniano; del 7,8% es el ruso.

## Economía
Shevchenkove también tiene un hotel de 3 estrellas, el Járkov.

## Infraestructura

### Educación
La educación en el pueblo está representada por un jardín de infancia, 2 escuelas secundarias (que actualmente tienen el estatus de liceo y escuela integral) y una escuela vocacional agraria.

### Transporte
Las carreteras T 2110 y H26 pasan por el pueblo, así como la estación de tren Shevchenkove-Sur, en la línea ferroviaria Járkov-Kúpiansk-Balashov.

## Galería

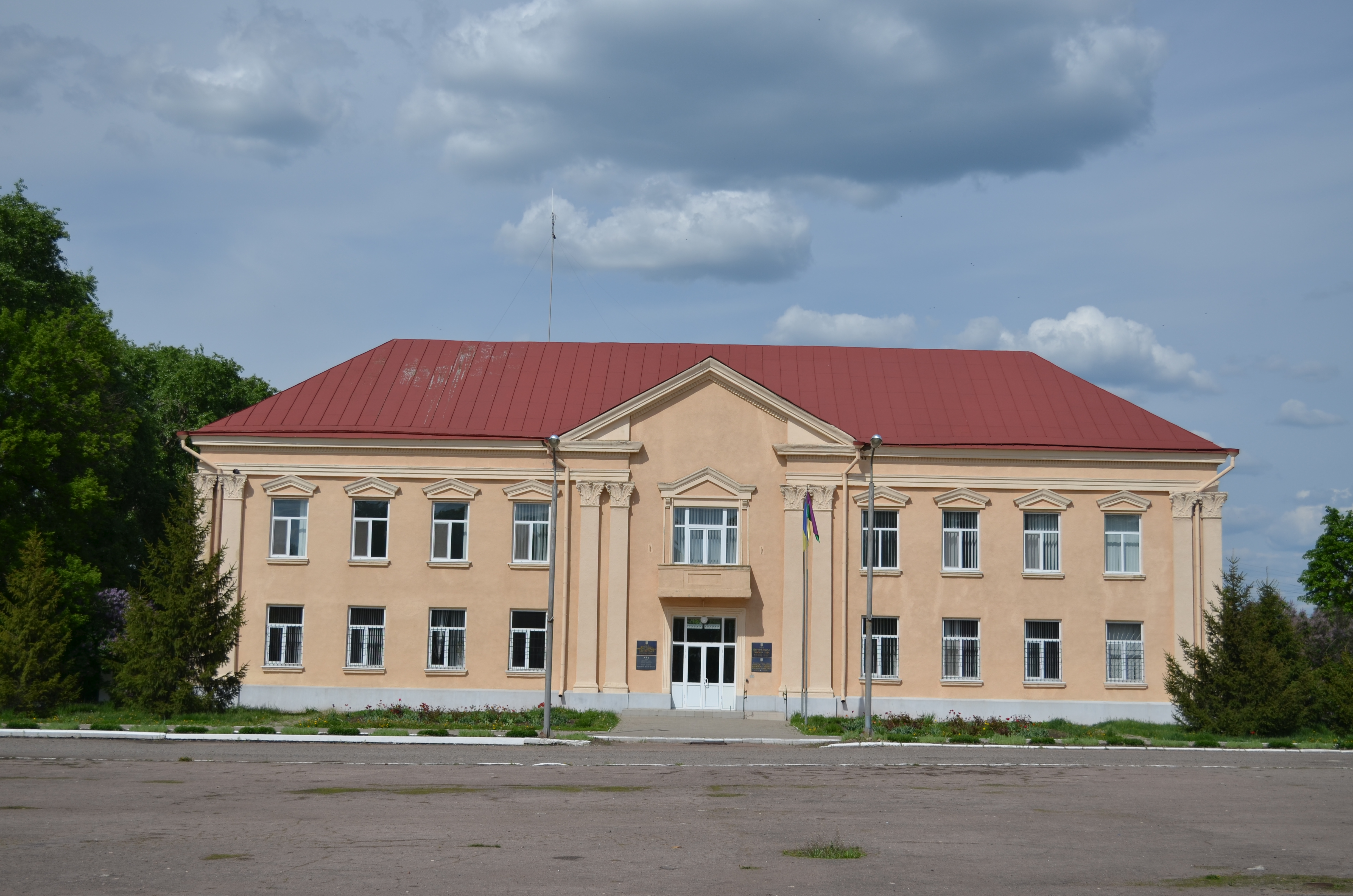
Centro administrativo local
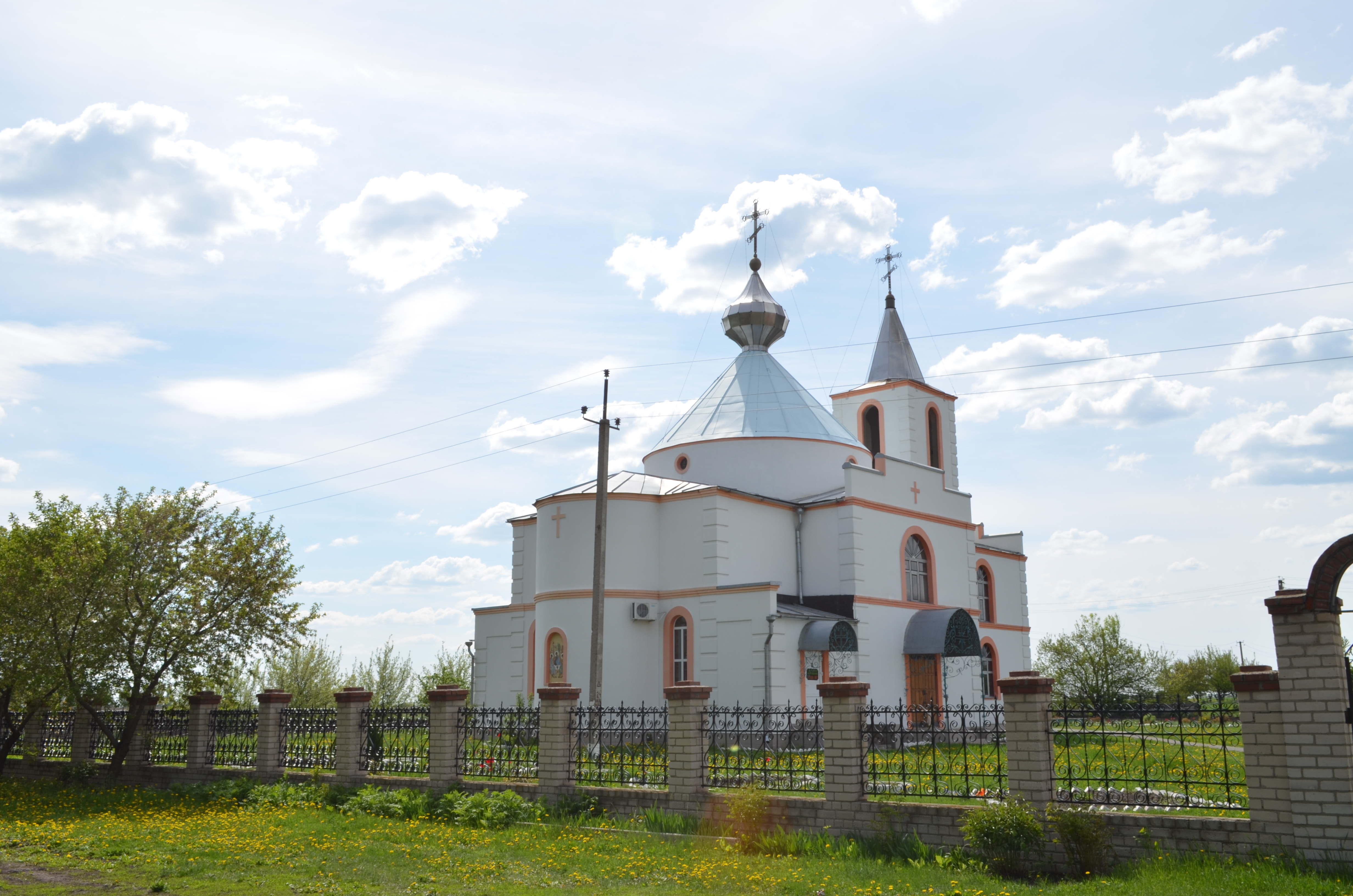
Iglesia de la Santísima Trinidad
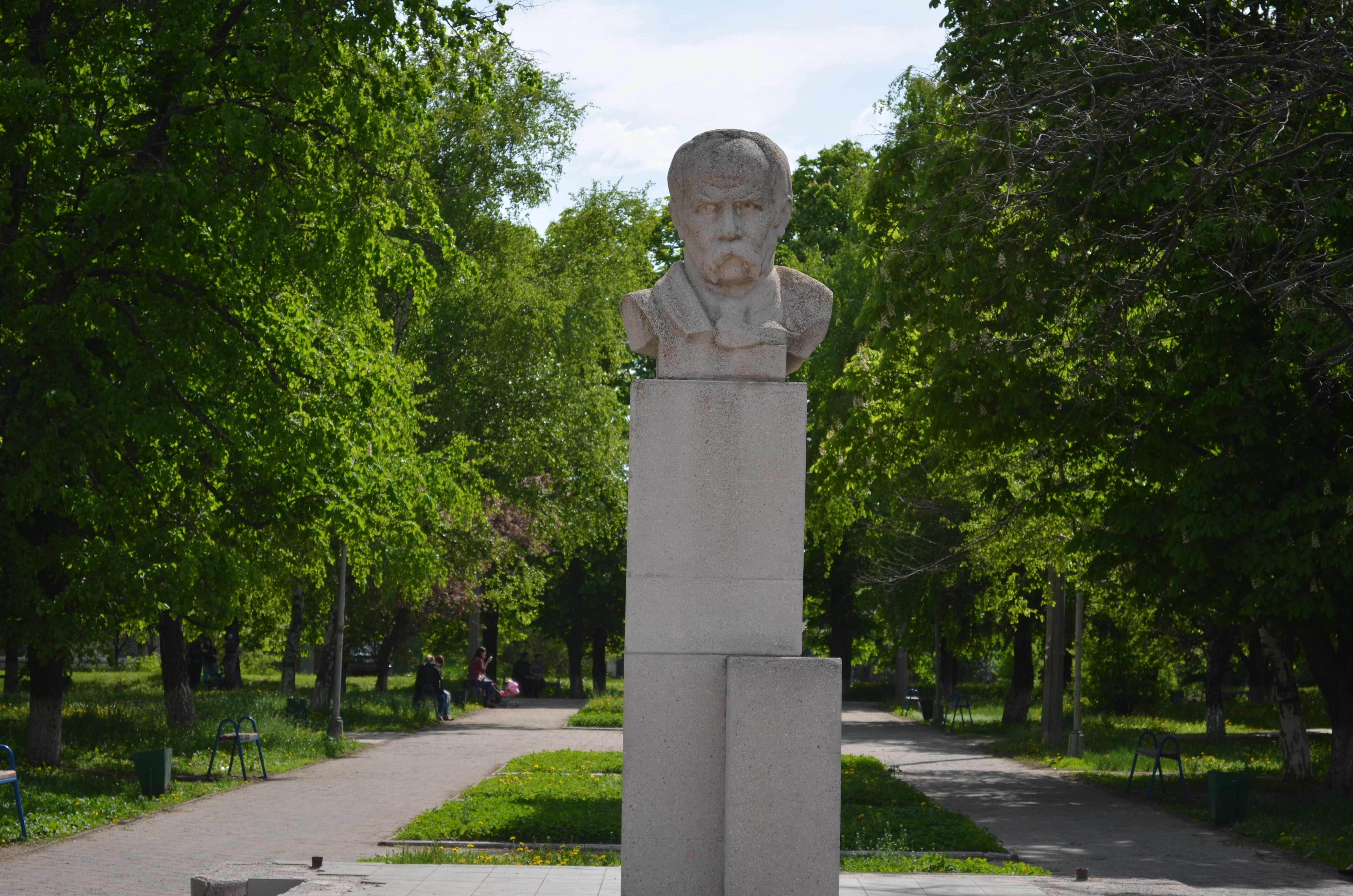
Busto de Taras Shevchenko
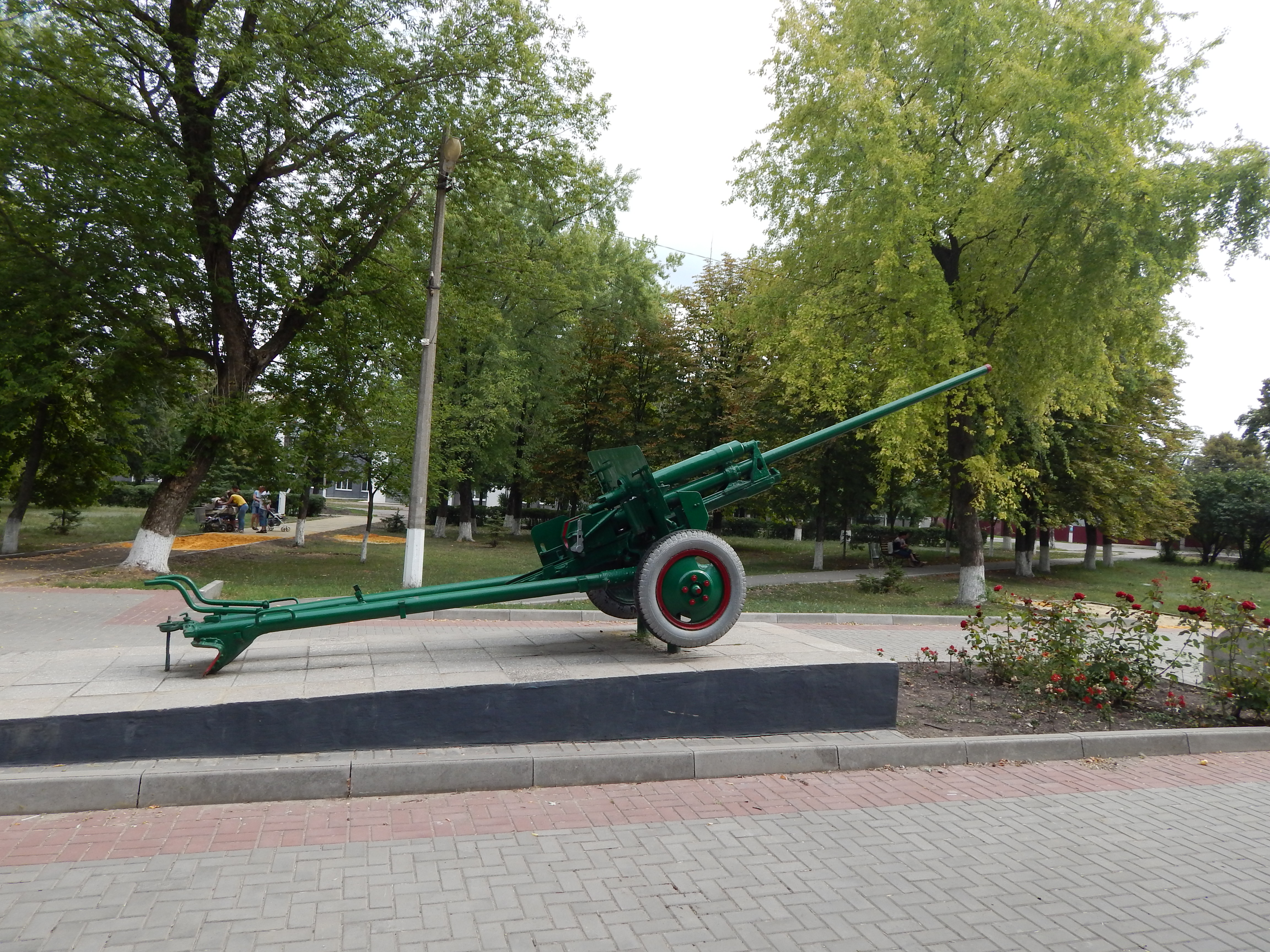
Memorial de la Segunda Guerra Mundial